# CA Patrocinense
Der Clube Atlético Patrocinense, in der Regel nur kurz Patrocinense oder CAP genannt, ist ein Fußballverein aus Patrocínio im brasilianischen Bundesstaat Minas Gerais.
Aktuell spielt der Verein in der vierten brasilianischen Liga, der Série D.

## Geschichte
Der 1954 gegründete Patrocinense nimmt seit 2018 an der obersten Spielklasse der Staatsmeisterschaft von Minas Gerais teil. In die Staatsmeisterschaft 2024 startete der Klub mit positiven Ergebnissen, endete aber in der Relegation. Unter Berufung auf finanzielle Probleme zog sich die Mannschaft drei Spiele vor Schluss zurück und stieg automatisch ab. Entscheidung des damaligen Präsidenten Ronaldo Corrêa überraschte Vorstand und Fans. An der Série D 2024 wollte der Klub dennoch teilnehmen. Er war eine Partnerschaft mit dem Unternehmen Air Golden eingegangen, welches 600.000 Real investieren wollte. Anfang Juni trat Ronaldo Corrêa von der Präsidentschaft zurück. Im Dezember zeigten Ermittlungen, dass Wettende 250.000 Real in das Team aus Minas Gerais investierten, um durch die Manipulation der Ergebnisse eine finanzielle Rendite zu erzielen. Der Plan wurde jedoch von der Bundespolizei nach Ermittlungen im Duell gegen AA Internacional am 6. Juni entdeckt, das mit einem 3:0-Sieg der Mannschaft aus São Paulo endete, wobei die Tore als verdächtig eingestuft wurden. Nach Abschluss der Ermittlungen wurden sieben Personen von der Staatsanwaltschaft für Sportjustiz angezeigt, darunter drei Sportler, der Trainer, der Assistenztrainer, der Geschäftsmann, der an der Leitung des Vereins beteiligt war, und ein Investor. Der Verein Patrocinense und die Mitglieder des Vorstands wurden vom STJD freigesprochen.
Allerdings kam Patrocinense in dem Jahr noch in finanzielle Schwierigkeiten. Zehn Spieler des Klubs hatten diesen aufgrund ausstehender Zahlungen verklagt. Der Präsident des Klubs stellte im Januar 2025, dass die Klagen die Existenz des Klubs bedrohen würden. Die weitere Entscheidung stünde im anstehenden Schiedsverfahren an. Sollte sich der Klub vor dem Verfahren aus der Staatsmeisterschaft von Minas Gerais zurückziehen, würde er automatisch in deren zweite Liga absteigen, aber keine weiteren Sanktionen erleiden. Erfolgt jedoch das Ausscheiden aus dem Turnier nach dem Schiedsverfahren, kann der Verein zusätzlich zum Abstieg für zwei Jahre gesperrt und mit einer Geldstrafe von 200.000 Real belegt werden. Darüber hinaus wäre der Verein aufgrund seiner Schulden daran gehindert, neue Spieler für Wettbewerbe anzumelden. Aus diesen Gründen machte der Präsident von Patrocinense die Teilnahme der Mannschaft an dem Schiedsverfahren von einer Vereinbarung mit den Athleten abhängig, die die Arbeitsklagen eröffnet hatten.

## Erfolge
- Staatsmeisterschaft von Minas Gerais – 3. Liga: 2000

## Stadion
Der Verein trägt seine Heimspiele im Estádio Pedro Alves do Nascimento in Patrocínio aus. Das Stadion hat ein Fassungsvermögen von 10.250 Personen.

## Trainer
Stand: Oktober 2024
| Trainer           | Nation    | von              | bis              |
| ----------------- | --------- | ---------------- | ---------------- |
| Rogério Henrique  | Brasilien | 12. Januar 2018  | 10. Februar 2018 |
| Welington Fajardo | Brasilien | 16. Februar 2018 | 19. März 2018    |
| Welington Fajardo | Brasilien | 14. Januar 2019  | 11. Februar 2019 |
| Rodrigo Fonseca   | Brasilien | 15. Februar 2019 | 25. März 2019    |
| Milagres          | Brasilien | 11. Juli 2020    | 30. Juni 2021    |
| Gian Rodrigues    | Brasilien | 2. Juli 2021     | 1. Dezember 2021 |
| Gustavo Brancão   | Brasilien | 6. Dezember 2021 | 10. Februar 2022 |
| Max Sandro        | Brasilien | 10. Februar 2022 | 30. April 2022   |
| Thiago Oliveira   | Brasilien | 1. Januar 2023   | 6. Februar 2023  |
| Tuca Guimarães    | Brasilien | 17. Februar 2023 | 6. März 2023     |
| Rogério Henrique  | Brasilien | 10. März 2023    | 4. Juli 2023     |
| Rogério Henrique  | Brasilien | 22. Januar 2024  | 5. März 2024     |
| Célio Lúcio       | Brasilien | 7. März 2024     | 26. März 2024    |
| Estevam Soares    | Brasilien | 25. April 2024   | 3. Juni 2024     |
| Toninho Cobra     | Brasilien | 4. Juni 2024     | 25. Juni 2024    |
| Vitor Bill        | Brasilien | 7. Juni 2024     | 26. August 2024  |